# Monetazione di Anhalt-Bernburg
Per monetazione dell'Anhalt-Bernburg si intende l'insieme delle monete emesse dallo stato tedesco di Anhalt-Bernburg dal 1603 quando il principato ottenne l'indipendenza dall'antico Ducato di Anhalt, sino al 1863 quando l'Anhalt-Bernburg venne annesso dal nuovo Ducato di Anhalt dopo la morte senza eredi di Alessandro Carlo di Anhalt-Bernburg.

## Caratteristiche
La monetazione dell'Anhalt-Bernburg era basata essenzialmente sul sistema argenteo del tallero. Simbolo ricorrente era quello dell'orso passante sulle mura della città, stemma stesso dei ducati dell'Anhalt. Sino alla sua annessione al Ducato di Anhalt non adottò l'uso del Vereinstaler.
| Ducato di Anhalt-Bernburg (1806-1863) | Ducato di Anhalt-Bernburg (1806-1863) | Ducato di Anhalt-Bernburg (1806-1863)                                             | Ducato di Anhalt-Bernburg (1806-1863)                                   | Ducato di Anhalt-Bernburg (1806-1863) | Ducato di Anhalt-Bernburg (1806-1863) | Ducato di Anhalt-Bernburg (1806-1863)   |
| Immagine                              | Valore                                | Dritto                                                                            | Rovescio                                                                | Periodo di produzione                 | Peso; diametro; materiale             | Catalogazione                           |
| ------------------------------------- | ------------------------------------- | --------------------------------------------------------------------------------- | ----------------------------------------------------------------------- | ------------------------------------- | ------------------------------------- | --------------------------------------- |
|                                       | 1 pfenning                            | Monogramma corsivo coronato del duca                                              | 1 PFENNING sotto data e attorno H. ANH BERNB:SCHEIDEMÜNZE               | 1807-1831                             | 18 mm; CU                             | KM#77 - German States - Anhalt-Bernburg |
|                                       | 1/6 tallero                           | Orso coronato passante su mura merlate con legenda HERZOGTUM ANHALT-BERNBURG      | 6 EINEN THALER sotto data e attorno LXXXIV EINE FEINE MARK              | 1856-1863                             | 23 mm, 5,34 g; AR                     | KM#85 - German States - Anhalt-Bernburg |
|                                       | 2/3 tallero                           | Orso coronato passante su mura merlate                                            | ALEXIUS FRIED.CHRISTIAN HERZOG ZU ANHALT e al centro XX EINE FEINE MARK | 1806-1809                             | 32,5 mm, 14,03 g; AR                  | KM#72 - German States - Anhalt-Bernburg |
|                                       | tallero                               | Orso coronato passante su mura merlate con legenda EIN THALER XIV EINE FEINE MARK | ALEXANDER CARL HERZOG ZU ANHALT SEGEN DES ANHALT BERGBAUES e data       | 1846-1855                             | 32,5 mm, 22,27 g; AR                  | KM#84 - German States - Anhalt-Bernburg |
|                                       | 2 talleri                             | Testa del duca rivolta a destra e legenda ALEX CARL HERZOG ZU ANHALT              | 2 THALER VII EINE F. MARK 3 ½ GULDEN VEREINS (data) MUNZE               | 1840-1855                             | 40 mm, 37,12 g; AR                    | KM#84 - German States - Anhalt-Bernburg |
| N.B.: Qui sopra alcuni esempi.        |                                       |                                                                                   |                                                                         |                                       |                                       |                                         |